# الإسلام والعنف
يعود استخدام العنف بدايه من الياهوديه في صفر ٢٢ عندما تحرف الانجيل وتم اضافه أجزاء تشجع علي الاحتلال والاباده الجماعيه لاراضي كنعان والحواثيين وجميع الدول القريبه بدوافع سياسية ودينية إلى التاريخ المبكر قبل ظهور للإسلام. ويعود أصل الإسلام إلى سلوك وأقوال وأحكام النبي محمد وأصحابه والخلفاء الأوائل في القرنين السابع والثامن والتاسع الميلاديين. ينص القانون الإسلامي السائد على قواعد تفصيلية لاستخدام العنف، بما في ذلك العقوبة البدنية والإعدام، فضلاً عن القواعد الخاصة بكيفية شن الحرب ومتى ومن يجب شن الحرب ضده.

## العنف في الإسلام
أدت هجمات 11 سبتمبر على الولايات المتحدة ، وكذلك أعمال (الإرهاب الإسلاموي) الأخرى على مدى القرن الحادي والعشرين، إلى اعتبار العديد من غير المسلمين الإسلام كدين يحرض على العنف. وعليه أصبحت تعاليم القرآن في مسائل الحرب والسلام موضوعات نقاش ساخن.
```
فمن ناحية، يعتبرالنقاد على أن بعض آيات 
القرآن
 تجيز العمل العسكري ضد غير المسلمين ككل خلال حياة 
النبي
 
محمد
 وبعد وفاته، مستشهدين بإجماع 
المفسرين
 المسلمين الأوائل للقرآن 
كإبن كثير
 
والقرطبي
 
والطبري
 على أن آية السيف: 
﴿
فَإِذَا انْسَلَخَ الْأَشْهُرُ الْحُرُمُ فَاقْتُلُوا الْمُشْرِكِينَ حَيْثُ وَجَدْتُمُوهُمْ وَخُذُوهُمْ وَاحْصُرُوهُمْ وَاقْعُدُوا لَهُمْ كُلَّ مَرْصَدٍ فَإِنْ تَابُوا وَأَقَامُوا الصَّلَاةَ وَآتَوُا الزَّكَاةَ فَخَلُّوا سَبِيلَهُمْ إِنَّ اللَّهَ غَفُورٌ رَحِيمٌ 
۝
٥
﴾
 
[
التوبة
:5
]
 حيث 
نسخت
 كل آية في القرآن فيها ذكر الإعراض والصبر على غير المسلمين
[
5
]
[
6
]
```

ومن ناحية أخرى، فإن علماء المسلمين المعاصرين، يرون أن هذه الآيات القرآنية تفسر خارج السياق، ويوقنون أنه عندما تقرأ الآيات في سياقها، سيبدو بوضوح أن القرآن يحظر العدوان، ويسمح بالقتال فقط في حالة الدفاع عن النفس.

### الجهاد
الجهاد، وهو مصطلح إسلامي، هو واجب ديني للمسلمين. في اللغة العربية، يُترجم الجهاد كاسم يعني «النضال». وتظهر كلمة الجهاد 41 مرة في القرآن وكثيراً ما تعني «السعي من أجل الله (الجهاد في سبيل الله)». الجهاد هو واجب ديني مهم للمسلمين. في بعض الأحيان، تشير أقلية من العلماء من أهل السنة والجماعة إلى هذا الواجب باعتباره الركن السادس من أركان الإسلام، رغم أنه لا يحتل مكانة رسمية كهذه. بالمقابل في الإسلام الشيعي الإثني عشر، الجهاد هو واحد من عشرة ممارسات للدين. ويدعو القرآن مراراً وتكراراً للجهاد، ضد غير المسلمين، بما في ذلك اليهود والمسيحيين أحياناً. وهذا إدعاء باطل، فالقرآن يوجه المسلم لقتال المعتدين من المسيحيين واليهود (الدفاع عن النفس)، وينهى المسلم عن الإعتداء ﴿وَقَاتِلُوا فِي سَبِيلِ اللَّهِ الَّذِينَ يُقَاتِلُونَكُمْ وَلَا تَعْتَدُوا إِنَّ اللَّهَ لَا يُحِبُّ الْمُعْتَدِينَ ۝١٩٠﴾ [البقرة:190].
ويجادل المؤرخ في تاريخ الشرق الأوسط، برنارد لويس، بأن «الغالبية العظمى من والفقهاء والتقليديين (المتخصصين في الحديث) فهموا التزام الجهاد بالمعنى العسكري». علاوة على ذلك، يؤكد لويس أنه بالنسبة لمعظم التاريخ المسجل الإسلام، من حياة محمد فصاعداً، استخدمت كلمة الجهاد بالمعنى العسكري في المقام الأول. يقول أندرو بوستوم أن عدداً من أهداف الجهاد استهدفت المسيحيين والهندوس واليهود.

### الإرهاب
الإرهاب الإسلاموي هو بحكم التعريف، يعني الأعمال الإرهابية التي ترتكبها جماعات إسلاموية أو الأفراد الذين يعلنون دوافع إسلاموية أو أهداف إسلامية سياسية. وعادة ما يعتمد الإرهابيون الإسلامويون على تفسيرات معينة من القرآن والأحاديث النبوية، لتبرير ممارساتهم عنيفة بما في ذلك القتل الجماعي والإبادة الجماعية والعبودية. وفي العقود الأخيرة، وقعت حوادث الإرهاب الإسلاموي على نطاق عالمي، والتي حدثت ليس فقط في الدول ذات الأغلبية المسلمة في أفريقيا وآسيا، ولكن أيضا في الخارج في أوروبا وروسيا، والولايات المتحدة، ومثل هذه الهجمات استهدفت المسلمين وغير المسلمين. وفي عدد من المناطق ذات الأغلبية المسلمة التي تعرضت لأسوأ أعمال ارهابية إسلاموية، مول هؤلاء الإرهابيين من قبل جماعات مقاومة مسلحة مستقلة، والجهات الحكومية ووكلائهم، ومحتجون مسلمون ليبراليين سياسيا.

## تصوير الإسلام

### التصورات السلبية
وصف المستشرق ديفيد مارغوليوش غزوة خيبر بأنها «المرحلة التي أصبح فيها الإسلام خطرًا على العالم كله». ووفقًا لمارجوليوث، الهجمات السابقة على المكيين والقبائل اليهودية في المدينة (على سبيل المثال، غزوة بني قريظة) يمكن أن تكون على الأقل معقولة بسبب الأخطاء التي وقعت ضد محمد أو المجتمع الإسلامي. يجادل مارغوليوث بأن اليهود في خيبر لم يفعلوا شيئًا لإيذاء محمد أو أتباعه، وينسب الهجوم إلى الرغبة في النهب. ويصف السبب الذي قدمه النبي محمد للهجوم «لأن سكانها لم يكونوا مسلمين» (المائل في المصدر). وكتب أن هذا أصبح عذراً لغزو غير مقيد.

### موقف المسلمين من يهود خيبر
كان موقف الرسول من يهود خيبر مثل موقفه من يهود يثرب «المدينة المنورة» الذين وقعوا معه، ميثاق مواطنة، ممثلاً بإمامته ﷺ، مع بقائهم على دينهم، دون أن يُكرهوا على اعتناق الإسلام، وأعطاهم الرسول، حقوقهم الدينية كاملةً، وأصبحوا بذاك العقد جزءاً من الأمة المسلمة، ولكنهم لما نقضوا هذا الميثاق، وتآمروا مع بعض قبائل العرب، على محاربة دولة الإسلام وإمامته في الجزيرة العربية، قاتلهم لنقضهم الميثاق، وللخيانة العظمى، التي مارسوها في تحالفهم مع الأعداء، من أجل محاربة هذه الدولة، وهذا مما يخالف وينقض نصوص وثيقة المواطنة، التي أبرموها مع رسول الله ﷺ.

## وجهة النظر الغربية
ويصف فيليب دبليو سوتون وستيفن فرتيجانس وجهات النظر الغربية حول الإسلام على أساس صورة نمطية لها كدين عنيف بطبيعته، ويصفها بأنها "دين السيف". ويصفون صورة الإسلام في العالم الغربي بأنها "يسيطر عليها الصراع والعدوان و"الأصولية" و"الإرهاب العنيف العالمي". وكتب خوان إدواردو كامبو "لقد نظر الأوروبيون إلى الإسلام بطرق مختلفة: في بعض الأحيان كدين متخلّف وعنيف، وأحيانًا كخيال لليالي عربية، وأحيانًا كمنتج معقد ومتغير للتاريخ والحياة الاجتماعية". وكتب روبرت جليف "في قلب المفاهيم الشعبية للإسلام كدين عنيف هي العقوبات التي تنفذها الأنظمة على أمل تعزيز قاعدتها الإسلامية المحلية والدولية".
أدى هجوم 11 سبتمبر على الولايات المتحدة إلى تصوير الإسلام كدين عنيف من قبل عدد من غير المسلمين. وفقاً لكوريجان وهدسون "اشتكى بعض القادة المسيحيين المحافظين من أن الإسلام يتعارض مع ما يعتقدون أنه أمريكا مسيحية". وأمثلة من المسيحيين الإنجيليين الذين عبروا عن مشاعر كهذه تشمل فرانكلين جراهام، وهو مبشر أمريكي، وبات روبرتسون، وهو قطب إعلامي أمريكي. وفقاً لدراسة استقصائية أجرتها مؤسسة "لايف واي ريسيرتش"، وهي مجموعة بحثية تابعة للجمعية المعمدانية الجنوبية، قالت إن اثنين من أصل ثلاثة من القساوسة البروتستانت يعتقدون أن الإسلام دين "خطير". وقال إد ستيتزر، رئيس "لايف واي"، "من المهم أن نلاحظ أن الاستبيان سألنا عما إذا كان الرعاة يعتبرون الإسلام" خطيراً"، لكن ذلك لا يعني بالضرورة "عنفاً".
الدكتور جونسون كتب مقالا بعنوان «الجذور الدينية للعنف المسلم»، وناقش فيه بإسهاب جميع جوانب القضية وخلص بشكل لا لبس فيه إلى أن العنف المسلم يستند في معظمه إلى أوامر دينية إسلامية. وتلعب التغطية الإعلامية للهجمات الإرهابية دوراً حاسماً في خلق تصورات سلبية عن الإسلام والمسلمين. وصف باول، كيف ظهر الإسلام في البداية في دورات الأخبار الأمريكية بسبب علاقاته بالنفط والعراق وإيران وأفغانستان والإرهاب. وهكذا تم تزويد الجمهور بقاعدة لربط المسلمين بالسيطرة على موارد النفط والحرب والإرهاب. تم تحليل ما مجموعه 11 هجومًا إرهابيًا على الأراضي الأمريكية منذ هجمات 11 سبتمبر وتغطية محتواها (في 1638 خبرًا إخباريًا) في وسائل الإعلام الوطنية «من خلال إطارات تتألف من ملصقات وموضوعات مشتركة وجمعيات بلاغية». وتم تلخيص النتائج الأساسية أدناه:
- التغطية الإعلامية للإرهاب في الولايات المتحدة يغذي ثقافة الخوف من الإسلام ويصف الولايات المتحدة كأمة مسيحية جيدة (باول 105).
- وقد تم الكشف عن نمط واضح من التقارير التي تميز «الإرهابيين الذين كانوا مسلمين بالروابط الدولية والإرهابيين الذين كانوا من مواطني الولايات المتحدة والذين ليس لهم علاقات دولية واضحة» (باول 105). وقد استخدم هذا لتأطير «حرب الإسلام على الولايات المتحدة».
- «لم يعد المسلمون الأميركيون» أحراراً «في ممارسة وتسمية دينهم دون خوف من المقاضاة أو الحكم أو الارتباط بالإرهاب». (باول 107)

### الإسلاموفوبيا
الإسلاموفوبيا مصطلح يدل على التحيز والكراهية ضد الإسلام أو المسلمين. في حين أن مصطلح أصبح يستخدم الآن على نطاق واسع، فإن كل من المصطلح نفسه والمفهوم الأساسي للإسلاموفوبيا قد تعرض لانتقادات شديدة. ومن أجل التفريق بين الآراء المتحيزة للإسلام والنقد المدفوع بالعلمانية للإسلام، تم اقتراح شروط أخرى. ولا تزال أسباب وخصائص كراهية الإسلام محل جدل. وقد طرح بعض المعلقين زيادة في رهاب الإسلام الناجم عن هجمات 11 سبتمبر، في حين أن البعض الآخر قد ربطها مع تزايد وجود المسلمين في الولايات المتحدة والاتحاد الأوروبي والدول العلمانية الأخرى. ستيفين سالايتا يدعي أن الواقع منذ 11 سبتمبر، تطور وضع العرب الأميركيين حسب ما وصفه نادين النبر من مجموعة غير مرئية في الولايات المتحدة إلى مجتمع واضح للغاية والتي لديها تأثير مباشر أو غير مباش على الحروب الثقافية للولايات المتحدة، والسياسة الخارجية، الانتخابات الرئاسية والتقاليد التشريعية.

### التصورات الإيجابية
رداً على هذه التصورات، يقول رام بونياني، وهو ناشط وكاتب علماني «أن الإسلام لا يتغاضى عن العنف، لكن، مثل غيره من الأديان، يؤمن بالدفاع عن النفس».
يصف مارك يورجنسمير تعاليم الإسلام بأنها غامضة حول العنف. ويقول إن الإسلام، مثله في ذلك مثل جميع الأديان، يسمح بالقوة في بعض الأحيان بينما يشدد على أن الهدف الروحي الرئيسي هو الهدف من اللاعنف والسلام. وكتب كل من رالف و. هود، بيتر سي هيل وبرنارد سبيلكا في علم نفس الدين: مقاربة تجريبية «على الرغم من أنه من الخطأ الاعتقاد بأن الإسلام دين عنيف بطبيعته، سيكون من غير المناسب بنفس القدر أن تفشل في فهم الظروف التي يمكن أن يشعر المؤمنون بموجبها بأنها مبررة في التصرف بعنف ضد أولئك الذين يشعرون بأن تقاليدهم يجب أن تعارض».
وبالمثل، يقول شاندرا مظفر أستاذ العلوم السياسية والإصلاحيو والناشط الإسلامي «إن العرض القرآني لمقاومة العدوان والظلم يضع المعايير التي يكون فيها القتال أو استخدام العنف مشروعًا. ما يعنيه هذا هو أنه يمكن استخدام القرآن الكريم كمعيار عندما يكون العنف مشروعًا وعندما لا يكون كذلك».

### إحصائيات
وجدت دراسة مركز بيو للأبحاث في عام 2010 أنه في الأردن ولبنان ونيجيريا، كان ما يقرب من 50% من المسلمين يتمتعون بآراء إيجابية عن حزب الله، وأن حماس قد تلقى أيضًا دعمًا مماثلًا. ويشير باحثون في مكافحة الإرهاب إلى أن دعم التفجيرات الانتحارية متجذّر في المعارضة للاحتلال العسكري الأجنبي الحقيقي أو المتصور، بدلاً من الإسلام، وذلك وفقاً للدراسة التي تمولها وزارة الدفاع الأمريكية من قبل روبرت باب من جامعة شيكاغو.
وذكرت باربارا كاي، التي كتبت في صحيفة ناشيونال بوست، أن القتل بدافع الشرف ليس ظاهرة مسلمة بحتة، وأنها مفعّلة بعوامل تشمل التحيز الجنسي، والمهر، وعدم وجود نظام قانوني يمكن الاعتماد عليه. ومع ذلك، يقول كاي إن جرائم القتل بدافع الشرف هي ظاهرة مسلمة في الغرب، حيث يرتكب 95% من جرائم القتل باسم «الآباء والإخوان المسلمين أو أقاربهم». يحذر كاي من أن النساء لا يعارضن كما قد يتوقع المرء: ربما تصف النساء ضحايا جرائم الشرف بأنهن بحاجة إلى عقاب.
كما وجد مركز بيو للأبحاث أن دعم عقوبة الإعدام كعقوبة على «الأشخاص الذين يتركون الدين الإسلامي» كانت حوالي 86% في الأردن، وحوالي 84% في مصر، وحوالي 76% في باكستان، وحوالي 80% في نيجيريا (الإستطلاع شمل فقط المواطنين المسلمين). ولكن النسب كانت أقل في بعض البلدان الأخرى. لا يتم توضيح العوامل المختلفة التي تلعب (مثل الطائفية والفقر وما إلى ذلك) وتأثيراتها النسبية.
وفقا لبيانات مركز بيو للأبحاث عام 2006 قال 46% من المسلمين النيجيريين، وحوالي 29% من المسلمين في الأردن، وحوالي 28% من المسلمين المصريين، وحوالي 15% من المسلمين البريطانيين، وحوالي 8% من المسلمين الأمريكيين أن التفجيرات الانتحارية غالباً ما تكون مبررة أو في بعض الأحيان. ولم تتغير النسبة - حيث بقيت 8% - للمسلمين الأمريكيين بحلول عام 2011. [349]
لقد وجدت استطلاعات الرأي أن الأمريكيين المسلمين يبدون آراء عنيفة أقل من أي جماعة دينية أخرى في أمريكا. ادعى 89% من المسلمين الأمريكيين أن قتل المدنيين لا مبرر له أبداً، مقارنة بـ 71% من الكاثوليك والبروتستانت الأمريكيين، وحوالي 75% من اليهود الأمريكيين، وحوالي 76% من الملحدين والجماعات غير الدينية في الولايات المتحدة.
أظهر استطلاع مركز بيو للأبحاث لعام 2013 أن غالبية من 14,244 مستطلع من المسلمين والمسيحين وغيرهم من المجيبين في 14 دولة مع عدد كبير من المسلمين يساورهم القلق بشأن التطرف الإسلاموي وأن لديهم وجهات نظر سلبية حول الجماعات الإرهابية المعروفة.

#### استطلاع غالوب
مع استطلاع جالوب بيانات مكثفة في مشروع بعنوان «من يتكلم باسم الإسلام؟» قدم جون اسبوزيتو وداليا مجاهد بيانات ذات صلة بالآراء الإسلامية حول السلام، وأكثر من ذلك، في كتابهما من يتحدث باسم الإسلام؟ يقدم الكتَاب تقارير عن بيانات استطلاع غالوب من عينات عشوائية في أكثر من 35 دولة باستخدام تقنيات البحث المختلفة في جالوب.
كان هناك قدر كبير من البيانات. تشير أولاً إلى أن الأفراد الذين لا يحبون أمريكا ويعتبرون هجمات 11 سبتمبر «مبررة تمامًا» تشكل مجموعة مميزة إحصائيًا، ومع وجهات نظر أكثر تطرفًا. وصف المؤلفون هذه النسبة 7% من المسلمين بـ«المتطرفين سياسياً». واختاروا ذلك اللقب «بسبب توجههم السياسي الراديكالي» ووضحوا «نحن لا نقول إن كل من في هذه المجموعة يرتكبون أعمال عنف. لكن الذين لديهم وجهات نظر متطرفة هم مصدر محتمل لتجنيد أو دعم الجماعات الإرهابية». وتشير البيانات أيضًا إلى أن الفقر ليس السبب ببساطة في وجهات النظر المتطرفة نسبياً لـحوالي 7% من المسلمين، والذين يميلون إلى أن يكونوا أفضل تعليماً من المعتدلين.
ويقول المؤلفان إنه، خلافاً لما قد تشير إليه وسائل الإعلام، يعتقد معظم المسلمين أن هجمات 11 سبتمبر لا يمكن تبريرها على الإطلاق. ووصف المؤلفون هذه النسبة بحوالي 55% من المسلمين «المعتدلين». وشملت هذه الفئة نسبة إضافية قدرها 12% ممن قالوا إن الهجمات لا يمكن تبريرها على الإطلاق (وبالتالي تم تصنيف 67% من المسلمين كمعتدلين). حوالي 26% من المسلمين لم يكونوا معتدلين ولا متطرفين، تاركين نسبة 7% المتبقية «سياسية متطرفة». يشرح إسبوزيتو ومجاهد أنه لا ينبغي اعتبار هذه العلامات نهائية تمامًا. لأنه قد يكون هناك أفراد لا يعتبرون بشكل عام متطرفين، وعلى الرغم من أنهم يعتقدون أن الهجمات مبررة، أو العكس.

## القرآن والعنف
يحتوي القرآن على آيات عديدة نزلت في أزمنة مختلفة، وتحت ظروف مختلفة، تتحدث عن الحرب والجهاد وأحكامه. وأصبحت تعاليم المذاهب الإسلامية المتعلقة بأمور الحرب والجهاد والسلام، مواضيع نقاش ساخن في السنوات الأخيرة. حيث كتب تشارلز ماثيوز، أن هناك «جدل كبير حول ما يأمر به القرآن فيما يتعلق بآيات السيف، وآيات السلام».
يعتبر بعض الباحثين «أن بعض العبارات القرآنية تحض على العنف في سياق استجابة دفاعية للقمع»؛ وجعلت من تعاليم القرآن التي تدعو إلى الجهاد موضوع نقاش قوي. ووفقاً لماثيوز: «مسألة تحديد الأولويات المناسبة لهذه الآيات، وكيف ينبغي فهمها، كانت قضية مركزية للتفكير الإسلامي حول الحرب».

### المقارنة مع الكتاب المقدس
وفي مقابلة مع فيليب جينكينز في الإذاعة الوطنية العامة عام 2010م، قال: «إن العنف الدموي في القرآن أقل بكثيرٍ من دموية الكتاب المقدس، وإن القرآن أقل عنفًا من الكتاب المقدس؛ إذ تدعو التعليمات الصريحة الواضحة في العهد القديم إلى الحرب، باعتبارها حربَ إبادة جماعيَّة، في حين أن القرآن لا يدعو إلى الحرب، وإذا اضطرَّته الظروف إليها، فهي لا تكون إلا حربًا دفاعية.» وذهب جينكينز إلى القول: بأن اليهودية والمسيحية خضَعت لعملية «فِقدان الذاكرة المقدسة»، وتحوَّل العنف في النصوص المقدسة إلى عمليات رمزيَّة ضد خطايا واحدة.
مع ذالك يختلف أندرو بوستون أستاذ الطب المساعد في جامعة براون ورئيس تحرير كتاب "إرث الجهاد" مع كلام جنكينز، مدعيا إلى أن الكتاب المقدس يتحدث عن "مكان في زمان" وأن القرآن "يحث على الكفاح المستمر لهزيمة الكفار إلى جانب تمجيده للاستشهاد أثناء الجهاد.